# 2006 في فرنسا
فيما يلي قوائم الأحداث التي وقعت خلال عام 2006 في فرنسا.

## سياسة

### تعيين في المنصب
- 8 أكتوبر – ألان جوبيه عمدة مدينة بوردو.

## رياضة
- 1 يناير – بطولة العالم للدراجات على المضمار 2006
- 1 يناير – دورة فرنسا المفتوحة 2006
- 1 يناير – سباق باريس روبيه 2006
- 1 يناير – نهائي دوري أبطال أوروبا 2006

## ظهور
- 1 يناير – نكستر

## أفلام
من الأفلام التي صدرت هذه السنة في فرنسا:
- 1 يناير – أزور و أسمر من إخراج Michel Ocelot [الإنجليزية]‏.
- 1 يناير – أضواء في الغسق من إخراج أكي كاوريسمكي.
- 1 يناير – أوه جيروزليم من إخراج Élie Chouraqui [الإنجليزية]‏.
- 1 يناير – الفتاة التي تقلب الصفحات من إخراج Denis Dercourt [الإنجليزية]‏.
- 1 يناير – بانديداس من إخراج Joachim Rønning [الإنجليزية]‏، إسبن ساندبرغ.
- 1 يناير – بركات من إخراج جميلة الصحراوي.
- 1 يناير – بلديون من إخراج رشيد بوشارب.
- 1 يناير – داليا السوداء من إخراج براين دي بالما.
- 1 يناير – لتحي كرطاقو من إخراج عبد القادر بالهادي.
- 1 يناير – مخفي من إخراج مايكل هاينيكي.
- 1 يناير – يا له من عالم رائع من إخراج فوزي بنسعيدي.
- 21 أبريل – سايلنت هيل من إخراج كريستوف غانز.[1]
- 28 أبريل – يونايتد 93 من إخراج بول غرينغراس.
- 23 مايو – بابل من إخراج أليخاندرو غونزاليز إيناريتو.
- 24 مايو – ماري أنطوانيت من إخراج صوفيا كوبولا.
- 7 سبتمبر – قصة قاتل من إخراج توم تيكوير.
- 15 سبتمبر – الملكة من إخراج ستيفن فريرز.

## برامج ومسلسلات وأنمي
- كرة قدم المجرات
- صائدو التنين

## وفيات

### فبراير
- 9 فبراير – أندريه ستراب (مواليد 1928) لاعب كرة قدم فرنسي.
- 14 فبراير – داري كول (مواليد 1925)[2]

### مارس
- 24 مارس – بيير فابر (مواليد 1933) ممثل فرنسي.[3]

### مايو
- 20 مايو – جان-لوي دو رامبور (مواليد 1930) صحفي فرنسي.
- 29 مايو – جوني سيرفوز غافن (مواليد 1942)[4]

### أغسطس
- 19 أغسطس – إيمانويل مورينو (مواليد 1971) ضابط إسرائيلي.

### سبتمبر
- 12 سبتمبر – مارك فرانسوا (مواليد 1960)[5]

### نوفمبر
- 2 نوفمبر – أدريان دوادي (مواليد 1935) رياضياتي فرنسي.[6]
- 13 نوفمبر – رينيه ليبر (مواليد 1934) ملاكم فرنسي.
- 23 نوفمبر – فيليب نويريه (مواليد 1930) ممثل فرنسي.[7]

### ديسمبر
- 1 ديسمبر – كلود جاد (مواليد 1948)[8]